# Tegal Bunder
Tegal Bunder is een bestuurslaag in het regentschap Cilegon van de provincie Banten, Indonesië. Tegal Bunder telt 4065 inwoners (volkstelling 2010).